# George Brenner (Politiker)
Hon. George Brenner (* 17. Juni 1929 in Márkó, Komitat Veszprém, Ungarn; † 30. Dezember 2021 in Harden, New South Wales) war ein australischer Politiker der Australian Labor Party ALP, der zwischen 1981 und 1991 Mitglied im Parlament von New South Wales war.

## Leben
George Brenner besuchte von 1940 bis 1947 die Handelsschule in Veszprém und wanderte später nach Australien ein. Er arbeitete zunächst als sogenannter „Jackaroo“ auf einer Schaf- und Rinderstation, um praktische Erfahrungen in den dortigen Fähigkeiten und Tätigkeiten zu sammeln, und war später als Selbstständiger in der Speditionsbranche und als Inhaber einer Tankstelle tätig. Er trat 1964 der Australian Labor Party ALP als Mitglied bei, in der er sich im Ortsverein Jugiong engagierte, und war bis 1970 Präsident des Verwaltungsrates des Bundeswahlkreises Hume. Im Anschluss fungierte er von 1970 bis 1975 als stellvertretender Präsident des Rates von Murrumburah Central und war zwischen 1971 und 1974 erst Mitglied des Rates des Demondrille Shire. Im Anschluss war er von 1974 bis 1975 und erneut zwischen 1977 und 1983 Mitglied des Rates des Harden Shire, ein lokales Verwaltungsgebiet LGA (Local Government Area), welches zu der Zeit mit dem Demondrille Shire zusammengelegt wurde. Bei den Wahlen 1975 und 1977 bewarb er sich jeweils ohne Erfolg im Wahlkreis Hume für ein Mandat im Australischen Repräsentantenhaus. Innerhalb der ALP fungierte er ferner als Schatzmeister des Verwaltungsrates des Bundeswahlkreises Hume sowie als Schatzmeister des Rates des Staatswahlkreis Burrinjuck. Ferner engagierte er sich in zahlreichen Organisationen in den lokalen Verwaltungsgebieten Gundagai Shire sowie Cootamundra Shire und war unter anderem Mitglied des Gundagai and Cootamundra Services and Citizens Club, des Harden Country Club, des Cootamundra Turf Club, des Gundagai Racing Club, des Jugiong Golf Club, des Cootamundra Returned Serviceman’s Leagues Club und des Gundagai Returned Serviceman’s Leagues Club.
Am 19. September 1981 wurde Brenner für die ALP Mitglied im Parlament von New South Wales und war zwischen dem 27. Oktober 1981 und dem 3. Mai 1991 direkt gewähltes Mitglied des Legislativrates (NSW Legislative Council), des Oberhauses des Parlaments. Für seine Verdienste wurde ihm erlaubt, den Ehrentitel The Honourable auf Lebenszeit zu führen. Er war Mitglied der Former Members of NSW Parliament Association, der Vereinigung ehemaliger Parlamentsmitglieder von New South Wales. Aus seiner am 8. Januar 1955 geschlossenen Ehe mit Betty Brenner gingen drei Töchter hervor.